# Conversesjukan

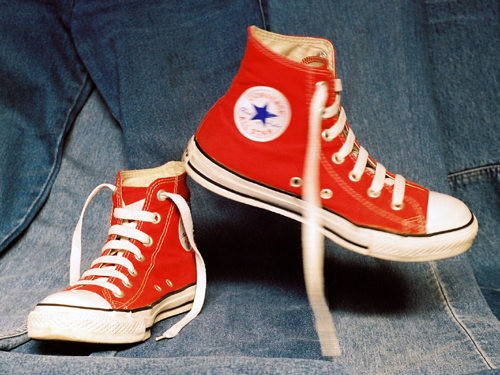
Converseskor

Conversesjukan kallas en problembild med besvär från hälar, fotleder, knän och i viss mån fotvalv som följd av att använda tunna tygskor av typ Converse.
Converseskor har sålts sedan början av 1900-talet, men den blev använd utanför sportens värld förrän på 1970-talet. “Conversesjukan” dök upp i språkrådets nyordlista 2012.
Skillnaden mellan att gå barfota och att gå i skor är att den tunna sulan gör att hälen inte slår i underlaget som en naken fot gör. En människa som går barfota sätter naturligt ner hälen försiktigare men den tunna sulan som i till exempel Converseskorna skyddas hälen från den hårda ytan i asfalt, betong, dock har skon ingen stötdämpande förmåga.